# Malaria (film 1991)
Malaria lub Tropikalna gorączka (ang. Jungle Fever) – amerykański melodramat z 1991 roku w reżyserii Spike’a Lee.

## Obsada
- Wesley Snipes – Flipper Purify
- Annabella Sciorra – Angie Tucci
- Spike Lee – Cyrus
- Ossie Davis – Doktor Purify
- Ruby Dee – Lucinda Purify
- Samuel L. Jackson – Gator Purify
- John Turturro – Paulie Carbone
- Frank Vincent – Mike Tucci
- Anthony Quinn – Lou Carbone
- Halle Berry – Vivian
- Debi Mazar – Denise
- Gina Mastrogiacomo – Louise
- Tim Robbins – Jerry
- Brad Dourif – Leslie
- Phyllis Yvonne Stickney – Nilda
- Theresa Randle – Inez